# División de Honor de waterpolo 2021-22
La División de Honor de waterpolo masculino 2021-22, conocida por motivos de patrocinio como Liga PREMAAT, es la 57.ª edición de la máxima categoría masculina de waterpolo de España. El torneo es organizado por la Real Federación Española de Natación.

## Equipos
En esta temporada participaron doce equipos:
| Equipo                     | Ciudad    |
| -------------------------- | --------- |
| Zodiac Atlètic Barceloneta | Barcelona |
| C. N. Barcelona            | Barcelona |
| Astralpool C. N. Sabadell  | Sabadell  |
| C. N. Terrassa             | Tarrasa   |
| C. E. Mediterrani          | Barcelona |
| C. N. Sant Andreu          | Barcelona |
| C. N. Mataró Quadis        | Mataró    |
| C. N. Tenerife Echeyde     | Tenerife  |
| C. N. Catalunya            | Barcelona |
| Club Natació Rubí          | Rubí      |
| Geodesic Real Canoe N. C.  | Madrid    |
| C. N. Waterpolo Navarra    | Pamplona  |